# Apatania chokaiensis
Apatania chokaiensis är en nattsländeart som beskrevs av Kobayashi 1973. Apatania chokaiensis ingår i släktet Apatania och familjen Apataniidae. Inga underarter finns listade i Catalogue of Life.